# Anmary
Лі́нда Ама́нтова (латис. Linda Amantova, 3 березня 1980, Ґулбене, ЛРСР), відома також як Anmary — латвійська співачка російського походження, представляла Латвію на пісенному конкурсі Євробачення 2012.

## Біографія

### Кар'єра
Здобула освіту в Ґулбенській дитячій музичній школі, музичному коледжі Яніса Іванова в Резекне, Латвійській академії музики та Ризькій педагогічній і керівній вищій школі. У Ґулбене та Резекне вивчала гру на фортепіано.
Працювала вокальним педагогом як у різних телевізійних шоу, так і в кількох поп-музичних студіях, включаючи AMPS та "Dzirnas". 2003 року брала участь у латвйському телешоу "Talantu fabrika 2", де посіла 2-ге місце, поступившись лише Snake. Брала участь у зніманні мюзиклу "Вестсайдська історія", зігравши Карліту. 2008 року брала участь у шоу "Кору Карі 1" на TV3 у хорі Ризького хору під керівництвом Арня Медня.

### Євробачення 2012
2012 року Анмарі представляла Латвію на пісенному конкурсі Євробачення 2012 з піснею Beautiful Song. В першому півфіналі Євробачення посіла 16-те місце з 17 балами. За результатами першого півфіналу, що відбувся 22 травня, співачка не пройшла до фіналу.

## Додаткові факти
- У 2013 році Анмарі була офіційною оголошувачкою голосів від Латвії на конкурсі Євробачення в Мальме.